# Stammeskonföderation
Als Stammeskonföderation wird ein mehr oder weniger lockerer Zusammenschluss eigenständiger Stämme bezeichnet. Als Stammesföderation wird demgegenüber ein (vergleichsweise) kleiner, enger begrenzter Zusammenschluss Es handelt sich dabei um Übersetzungen nativer Bezeichnungen, die einen nicht- oder vorstaatlichen (tribalen) Zusammenschluss beschreiben sollen. Daneben wird auch die Bezeichnung Stammesverband oder auch Stammesbund (als Oberbegriff) verwendet.
Insbesondere werden diese Bezeichnungen bei nomadischen Reitervölkern gebraucht. Mit den (staats-)rechtlichen und politischen Begriffen Konföderation, Föderation und Föderalismus hat diese Terminologie nichts zu tun.
Die Rolle der „Stämme“ in diesen Verbänden wird kontrovers diskutiert. Peter B. Golden sieht sie als verwandtschaftsbasierte Gruppen. Dem gegenüber vertritt David Sneath die Ansicht, die Steppenvölker seien bereits staatlich oder quasi-staatlich auch ohne zentrale Führungsinstanz unter Führung einer Aristokratie organisiert gewesen, die Stämme seien Abteilungen dieser Gemeinwesen, die von einer Aristokratie geführt wurden, deren Macht nicht auf Verwandtschaftsbeziehungen, sondern auf einem Gefolgschaftswesen beruhte.
Heute bestehen solche Zusammenschlüsse insbesondere bei den Arabern und den Kurden. In Zentralasien gibt es nach der Eroberung des Landes durch das Russische bzw. Chinesische Reich solche Zusammenschlüsse nicht mehr. In der Geschichte vieler Völker spielen Stammesbünde eine oft mythische Rolle, beispielsweise die Zwölf Stämme Israels.

## Beispiel Mongolen
Der spätere Dschingis Khan, Sohn eines Khans des Stammes der Mongolen, wurde 1206 auf der Versammlung (Kurultai) einer Konföderation mongolischer Stämme zum Oberhaupt gewählt. Die gesamte Konföderation bezeichnete sich von da an als Mongolen.

## Beispiel germanische Stämme
Die später unter dem Namen Franken vereinten Teilstämme bildeten anfangs nur lose Allianzen, wie sie für Raubzüge oder Abwehrmaßnahmen geeignet waren. Aus diesem „Stammesschwarm“ entstand im Laufe der Zeit ein Stammesverband oder Stammesbund und erst im Laufe der Zeit schließlich das gleichnamige Volk. Die gleiche Entwicklung wird bei den Sachsen beschrieben. Auch bei den Goten wird angenommen, dass sie aus dem Zusammenschluss unterschiedlicher Stämme entstanden sind.

## Beispiele von Stammesverbänden
- Abodriten, Elbslawen
- Kasachen in Mittelasien
- Cherusker, Germanen

## Beispiele von Stammeskonföderationen
- Oghusen, ein Turkvolk
- Haschid-Stammeskonföderation in Jemen
- Ouled Nail, Araber in Algerien
- Koçgiri, Kurden
- Durrani, Paschtunen
- Türgesch, ein Turkvolk in Zentralasien von ca. 700 bis Mitte des 8. Jahrhunderts
- Dörben Oirat, Westmongolen
- Zur Völkerwanderungszeit gab es zahlreiche germanische Stammeskonföderationen
- Die Ursprünge der Magyaren
- Sarmaten im Iran
- Irokesen-Bund

## Stammeskonföderationen auf der mongolischen Hochebene
- Xiongnu 3. Jh. v. Chr. – 1. Jh.
- Xianbei 1.–4. Jh.
- Rouran 4.–6. Jh.
- Kök-Türken 6.–8. Jh.
- Uiguren 8.–9. Jh.
- Kirgisen 9.–10. Jh.
- Kitan (vgl. Liao-Dynastie) 10.–12. Jh.

## Beispiele von Stammesföderationen
- Große Horde, Kasachen
- Karluken, ein Turkvolk in Zentralasien
- Qara Qoyunlu, Turkmenen in Ostanatolien
- Aq Qoyunlu, Turkmenen in Ostanatolien
- Dschaf, Kurden
- Mongolen (vgl. Yuan-Dynastie) 12.–17. Jh.
- Mandschu (vgl. Qing-Dynastie) 17.–20. Jh.